# Steppin' Out (Joe Jackson)
"Steppin' Out" è una canzone di Joe Jackson, tratta dall'album del 1982 Night and Day. La canzone è ispirata al periodo trascorso da Jackson a New York City.

## Musicisti
- Joe Jackson – lead vocals, piano, organo Hammond, Minimoog, vibraphone, drum programming
- Larry Tolfree – drums

## Premi
"Steppin' Out" riceve una nomination al Grammy Awards nel 1983, per Record of the Year e Best Male Pop Vocal Performance.